# Sinho
Emerson Brito dos Santos, meglio noto come Sinho (Salvador, 8 luglio 1991), è un ex calciatore brasiliano, di ruolo attaccante.

## Carriera
Ha giocato nella massima serie brasiliana e in quella albanese, e nella seconda divisione brasiliana.

## Palmarès

### Club

#### Competizioni statali
- Campionato Cearense: 1

Ceará: 2011
- Campionato Potiguar: 1

América-RN: 2015